# 千代翔馬富士雄
千代翔馬富士雄（Chiyoshōma Fujio，1991年7月20日—），原名钢巴特尔·孟赫赛罕，蒙古國烏蘭巴托出身的大相撲力士。他在2009年9月初次比賽，在2016年9月到達幕內級別，他所屬的相撲部屋為九重部屋，他最高位置是西前頭二枚目。
在2024年5月月22日取得日本国籍，日本姓名石橋翔馬。

## 早期經歷
千代翔馬在童年時，他的父亲在蒙古摔跤中的等級相當於日本大相撲中的大關，使他想到達父親的級數，他父親经常带他去做柔道和摔跤练习。此外，他的父親和朝青龍的父親是熟人。这些情况自然導致了他对相撲世界的興趣。當前橫綱千代之富士貢到蒙古進行相扑之旅時他接受了邀请前往日本，入讀以相撲活動聞名的明徳義塾高校。他在第二年離開學校，并加入了千代之富士的九重部屋。

## 生涯
他在2009年9月初次比賽，當他第一次進入土俵時他只有87公斤，他擔心他是否可以比賽，然而，考慮到他的父親他決心堅持下去。
2011年9月，他被晉升為為幕下力士，之後在三段目和幕下升跌數次，但從2012年11月起，他被重新晉升為具有足夠成績的幕下力士。2015年9月，他獲得了6勝6負的紀錄，這讓他在下一場比賽中他獲得了另外6-1，使他可升為受薪的十兩力士。
在2016年1月份成為十兩力士後他在1月和3月比賽獲勝， 在接下来的5月份的比赛中，他只獲得了7-8的記錄，但是在7月份的比赛中反彈到9-6的纪录，晋升到頂級的幕內級別。他是2016年7月31日自他的部屋親方千代之富士去世以来，在九重部屋的第一个新的幕內力士。
在2021年1月初場所前一天，千代翔馬的新冠病毒檢測呈陽性，九重部屋的所有力士宣佈退出比賽。